# Festival de Antofagasta 2015
Le Festival de Antofagasta 2015 est la 7e édition annuelle du Festival de Antofagasta.

## Développement

### 1renuit
- Date: 14 février 2015

Artistes
- Franco de Vita
- Juan Carlos "Palta" Melendez (humoriste)
- Alexis y Fido

### 2enuit
- Date: 15 février 2015

Artistes
- Wisin
- Los Atletas de la Risa (humoristes)
- Villa Cariño

## Audience
| 1 | Samedi   | 14 février | 1re nuit |  |  |  | (es) |
| 2 | Dimanche | 15 février | 2e nuit  |  |  |  | (es) |

     Épisode le plus regardé.

     Épisode moins visible.

### Sources
- (es) Cet article est partiellement ou en totalité issu de l’article de Wikipédia en espagnol intitulé « VII Festival de Antofagasta » (voir la liste des auteurs).